# Горовидка
Горовидка — деревня в Вяземском районе Смоленской области России. Входит в состав Новосельского сельского поселения. Население — 45 жителей (2007). 
Расположена в восточной части области в 10 км к северо-востоку от Вязьмы, в 2 км южнее автодороги М1 «Беларусь». В 6 км северо-западнее деревни расположена железнодорожная станция Подъёлки на линии Москва — Минск. 

## История
В годы Великой Отечественной войны деревня была оккупирована гитлеровскими войсками в октябре 1941 года, освобождена в марте 1943 года.